# Chironomus sulfurosus
Chironomus sulfurosus är en tvåvingeart som beskrevs av Yamamoto 1990. Chironomus sulfurosus ingår i släktet Chironomus och familjen fjädermyggor. Inga underarter finns listade i Catalogue of Life.